# マクシム・グリゴリエフ
マクシム・セルゲイェヴィチ・グリゴリエフ（ロシア語: Максим Сергеевич Григорьев, ラテン文字表記: Maksim Sergeyevich Grigoryev, 1990年7月6日 - ）は、ロシア・リペツク出身のサッカー選手。FCバルチカ・カリーニングラード所属。元サッカーロシア代表。ポジションはFW。

## 経歴
FCスパルタク・モスクワのユースチームでキャリアをスタートさせ、2009年にトップチームに昇格した。2009年3月21日、FCクバン・クラスノダール戦でプロデビューを果たした。2011年、FCロストフにレンタル移籍した。4月2日、FCロコモティフ・モスクワ戦でプロ初ゴールを記録した。2016年8月31日にロストフへの完全移籍が発表され、同クラブへ3度目の加入となった。

## 代表歴
U-21ロシア代表として2011年9月6日デビューした。2012年11月14日、アメリカ代表との親善試合に招集されA代表デビューを果たした。

## 所属クラブ
- FCスパルタク・モスクワ 2009-2010
- FC MITOSノヴォチェルカッスク 2011

→ FCロストフ 2011 (loan)
- FCロコモティフ・モスクワ 2012-2016

→ FCロストフ 2014-2015 (loan)
- FCロストフ 2016-2017

→ FKオレンブルク 2017 (loan)
- FCウラル・スヴェルドロフスク・オブラスト 2017
- FCバルチカ・カリーニングラード 2018-